# Megalodontesidae
Megalodontesidae (anteriormente escrito Megalodontidae, un nombre en uso para una familia de moluscos fósiles) es una pequeña familia de Symphyta (avispas sierra), que posee unas 40 especies propias de zonas templadas en Eurasia. Las larvas de Megalodontesidae se alimentan de plantas herbáceas. Se las distingue de las Pamphiliidae con las que están estrechamente emparentadas por sus antenas aserradas o pectinadas.